# Сад Рикугиэн

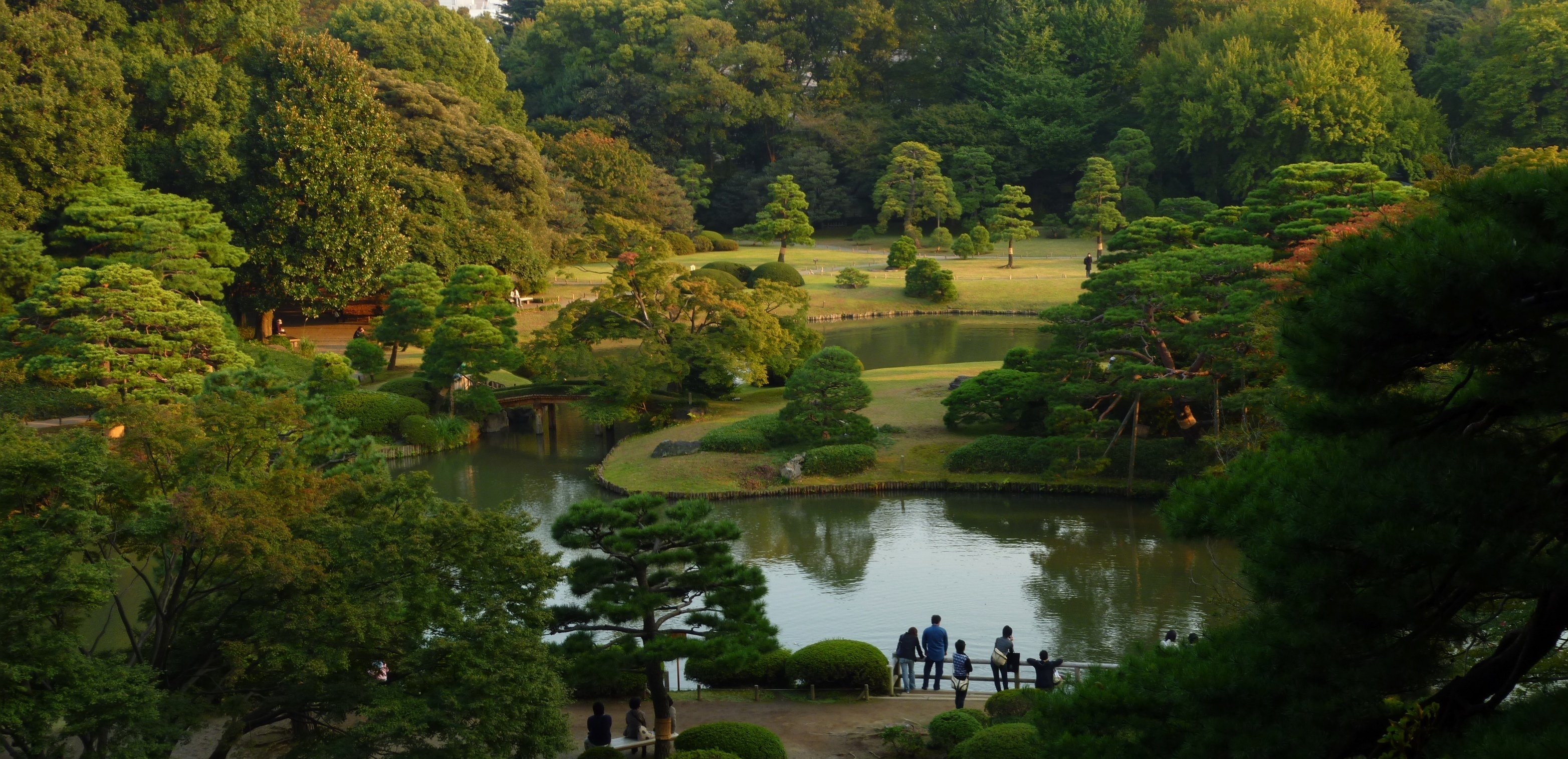
Вид на сад Рикугиэн с вершины холма Фудзими-яма

Сад Рикугиэн (яп. 六義園 Рикугиэн) — традиционный японский сад периода Эдо, расположенный в районе Бункё в Токио. Сад был построен в 1702 году по мотивам поэзии вака. Слово Рикуги означает шесть видов поэзии вака, эн — сад или парк. Площадь сада составляет 87809,41 кв. м.

## История
Эти земли были подарены в 1695 году сёгуном Токугавой Цунаёси своему верховному советнику и фавориту Янагисаве Ёсиясу, который решил разбить здесь сад. Ёсиясу любил поэзию вака и потому спроектировал сад на основе 88-ми поэтических образов из произведений «Манъёсю» и «Кокинсю». Эти места были отмечены каменными столбиками и надписями. Сейчас из 88-ми столбиков сохранилось 32. Строительство велось в 1695—1702 годах, Ёсиясу лично руководил всеми работами, в течение 8 лет ему ежедневно приносили зарисовки выполненных работ, работы были завершены в 1702 году.
В эпоху Мэйдзи сад был второй резиденцией основателя компании «Мицубиси» Ятаро Ивасаки.
В 1938 году Рикугиэн был подарен правительству Токио.

## Галерея
В центре сада находится большой пруд с островами. На самом большом острове насыпан холм высотой 35 метров, с которого открывается красивый вид на сад. Вершина холма называется Фудзими-яма («Пик с видом на гору Фудзи»). Фудзи находится в 150 км к западу от Токио, в то время Эдо, и была видна с холма в ясную погоду. На среднем острове насыпаны холмы Имо-яма и Сэ-яма, символизирующие божественных супругов Идзанаги и Идзанами.
|  |  |  |  |